# Kózki (powiat łosicki)
Kózki – wieś sołecka w Polsce położona w województwie mazowieckim, w powiecie łosickim, w gminie Sarnaki. 
Wierni Kościoła rzymskokatolickiego należą do parafii św. Stanisława Biskupa i Męczennika w Sarnakach.
Wieś jest położona na terenie Parku Krajobrazowego Podlaski Przełom Bugu, w odległości 1 km od Bugu, przy drodze krajowej nr 19. W okresie letnim wieś oblegana przez turystów ze względu na malownicze krajobrazy. Istnieją tu ośrodki wypoczynkowe i gospodarstwa agroturystyczne.
W latach 1975–1998 miejscowość należała administracyjnie do województwa bialskopodlaskiego.